# كثافة التيار
كثافة التيار هي كمية متجهة تمثل متوسط مقدار التيار المار في مساحة سطح الموصل الكهربائي، فإذا خد جزء مقطعي من سلك ما مساحته A وكان التيار الذي يمر من خلاله هو I فإن كثافة التيار المارة في كل هذا السلك تعطى بالعلاقة :
J=I/A ووحدة كثافة التيار هي أمبير لكل متر مربع.
لكن عندما يكون السلك غير منتظم السمك وبالتالي كثافة التيار ليست متساوية على طول السلك فإن كثافة التيار تكون عبارة عن :
{\displaystyle \lim _{\Delta S\to 0}(\Delta I/\Delta S)=J}